# Oderberg
Oderberg is een gemeente in de Duitse deelstaat Brandenburg, en maakt deel uit van het Landkreis Barnim.
Oderberg telt 2.134 inwoners.

## Verkeer en vervoer

### Spoorwegen
Door de gemeente liep de spoorlijn Angermünde - Bad Freienwalde met het station Oderberg-Bralitz ongeveer 2 km ten zuiden van de stad en een halte bij de stad. De spoorlijn is in 2009 opgebroken.

### Waterwegen
Het Oder-Havel-Kanal loopt door de gemeente.